# Amin Younes
Amin Younes (Düsseldorf, 1993. augusztus 6. –) libanoni származású német válogatott labdarúgó.

## Sikerei, díjai

### Klub
- Jong Ajax:
  - Eerste Divisie: 2017-18

- SSC Napoli:
  - Olasz kupa: 2019-20

### Válogatott
- Németország:
  - Konföderációs kupa: 2017

### Egyéni
- Európa-liga szezon keretének tagja: 2016–2017

## Statisztikái

### Klub
2018. május 6-án frissítve
| Klub adatok              | Klub adatok        | Bajnokság       | Bajnokság     | Kupa            | Kupa      | Nemzetközi      | Nemzetközi | Összesen        | Összesen |
| Klub                     | Szezon             | Pályára lépések | Gólok         | Pályára lépések | Gólok     | Pályára lépések | Gólok      | Pályára lépések | Gólok    |
| Németország              | Németország        | Bundesliga      | Bundesliga    | DFB-Pokal       | DFB-Pokal | Európa          | Európa     | Összesen        | Összesen |
| ------------------------ | ------------------ | --------------- | ------------- | --------------- | --------- | --------------- | ---------- | --------------- | -------- |
| Borussia Mönchengladbach | 2011–12            | 1               | 0             | 0               | 0         | 0               | 0          | 1               | 0        |
| Borussia Mönchengladbach | 2012–13            | 11              | 1             | 0               | 0         | 2               | 0          | 13              | 1        |
| Borussia Mönchengladbach | 2013–14            | 14              | 0             | 0               | 0         | 0               | 0          | 14              | 0        |
| Borussia Mönchengladbach | Összesen           | 26              | 1             | 0               | 0         | 2               | 0          | 28              | 1        |
| Németország              | Németország        | 2. Bundesliga   | 2. Bundesliga | DFB-Pokal       | DFB-Pokal | —               | —          | Összesen        | Összesen |
| 1. FC Kaiserslautern     | 2014–15            | 14              | 2             | 1               | 0         | —               | —          | 15              | 2        |
| Hollandia                | Hollandia          | Eredivisie      | Eredivisie    | KNVB Kupa       | KNVB Kupa | Európa          | Európa     | Összesen        | Összesen |
| AFC Ajax                 | 2015–16            | 27              | 8             | 2               | 0         | 6               | 0          | 35              | 8        |
| AFC Ajax                 | 2016–17            | 29              | 3             | 1               | 0         | 18              | 4          | 48              | 7        |
| AFC Ajax                 | 2017–18            | 13              | 1             | 0               | 0         | 4               | 1          | 17              | 2        |
| AFC Ajax                 | Összesen           | 69              | 12            | 3               | 0         | 28              | 5          | 100             | 16       |
| Karrierje összesen       | Karrierje összesen | 109             | 15            | 4               | 0         | 30              | 5          | 143             | 19       |

### Válogatott
2021. március 31-én frissítve.
| Németország | Németország     | Németország |
| Év          | Pályára lépések | Gólok       |
| ----------- | --------------- | ----------- |
| 2017        | 5               | 2           |
| 2021        | 3               | 0           |
| összesen    | 8               | 2           |

### Válogatott góljai
2017. június 29-én frissítve 
| #  | Időpont          | Helyszín                                   | Ellenfél   | Állás | Végeredmény | Kiírás                     |
| -- | ---------------- | ------------------------------------------ | ---------- | ----- | ----------- | -------------------------- |
| 1. | 2017. június 10. | Grundig Stadion, Nürnberg, Németország     | San Marino | 4 – 0 | 7 – 0       | 2018-as VB selejtező       |
| 2. | 2017. június 29. | Fisht Olympic Stadium, Szocsi, Oroszország | Mexikó     | 4 – 1 | 4 – 1       | 2017-es konföderációs kupa |